# ژاکلین تودتن
ژاکلین تودتن (آلمانی: Jacqueline Todten؛ زادهٔ ۲۹ مه ۱۹۵۴) پرتاب‌گر نیزه اهل آلمان است.